# Robin Montgomerie-Charrington
Robin Montgomerie-Charrington (n. 23 iunie 1915 - d. 3 aprilie 2007) a fost un pilot englez de Formula 1 care a evoluat în Campionatul Mondial în sezonul 1952.
1. ↑  The Peerage, accesat în 3 august 2021
2. ↑   https://web.archive.org/web/20070619072528/http://www.brdc.co.uk/news.cfm/title/ROBIN%20MONTGOMERIE%2DCHARRINGTON/flag/2/id/524, arhivat din original la |archive-url= necesită |archive-date= (ajutor) Lipsește sau este vid: |title= (ajutor)
3. 1 2 3  The Peerage